# Dirk Pauwels (theatermaker)

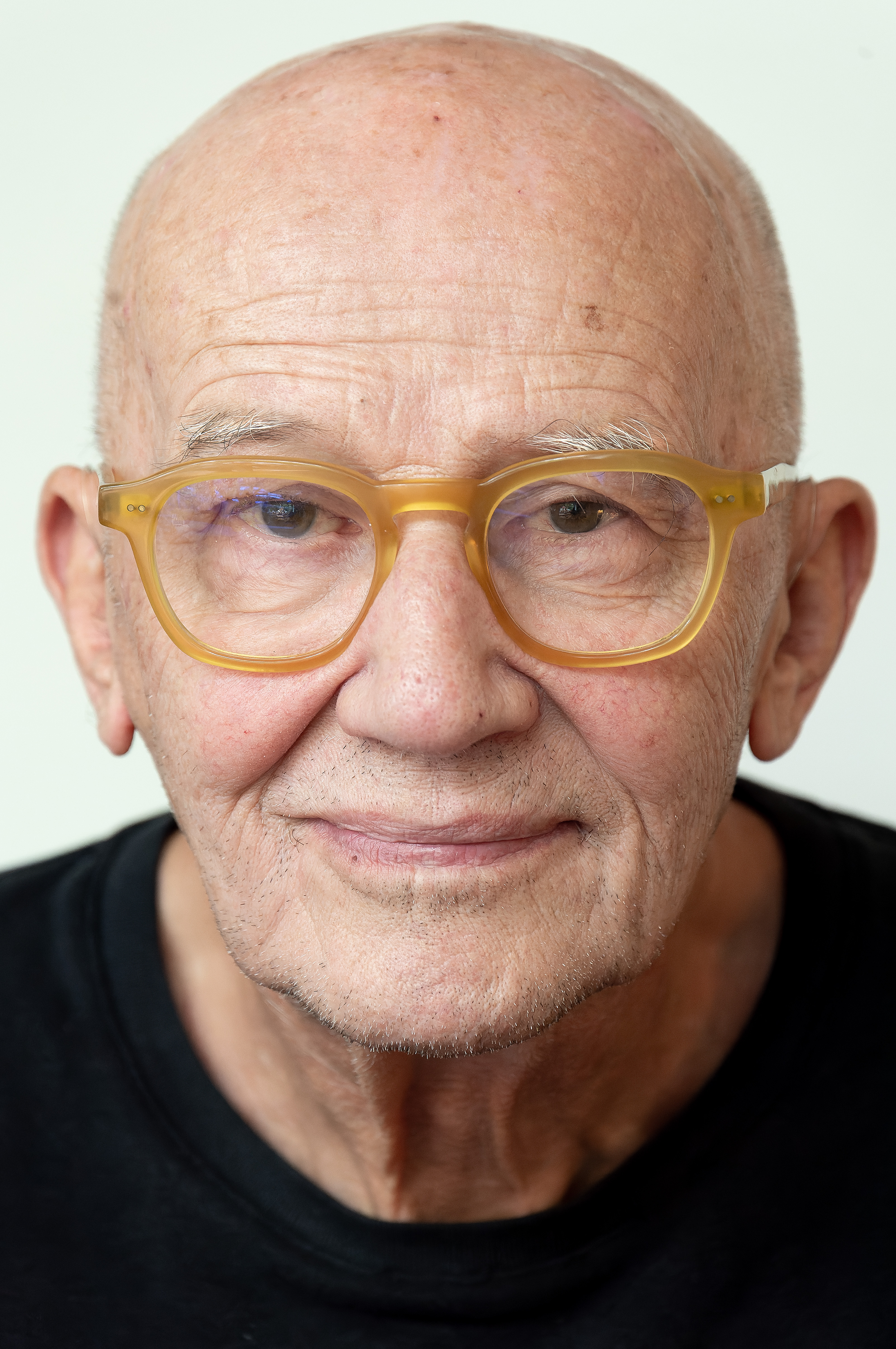
Dirk Pauwels, augustus 2025.

Dirk Pauwels (1945) is een Belgische theatermaker en theaterproducent.

## Levensloop
Dirk Pauwels volgde geen toneelopleiding, maar kwam in het theater terecht toen hij eind jaren 1970 via de beeldende kunst kennismaakte met Eric De Volder. Omstreeks 1979 werd hij lid van De Volders performancegroep Parisiana. Pauwels leerde er Josse De Pauw kennen. Samen met De Volder en Pat Van Hemelrijck stichtten zij Sierkus Radeis. Het kleine gezelschap maakte woordeloos "cartoontheater", dat al snel een internationaal publiek wist aan te spreken.
In 1984 begon Pauwels als regisseur voor Nieuwpoorttheater te werken, dat later de uitvalsbasis van zijn gezelschap Victoria zou worden. Als directeur van Victoria produceerde hij voorstellingen van Alain Platel, Arne Sierens en Josse De Pauw. In 1996 ontving hij voor zijn verdiensten in de podiumkunsten de Cultuurprijs van de Stad Gent.
Van 2008 tot 2011 leidde Pauwels het productiehuis CAMPO. Daarna startte hij De 3e Colonne, een gezelschap dat huiskamervoorstellingen brengt.

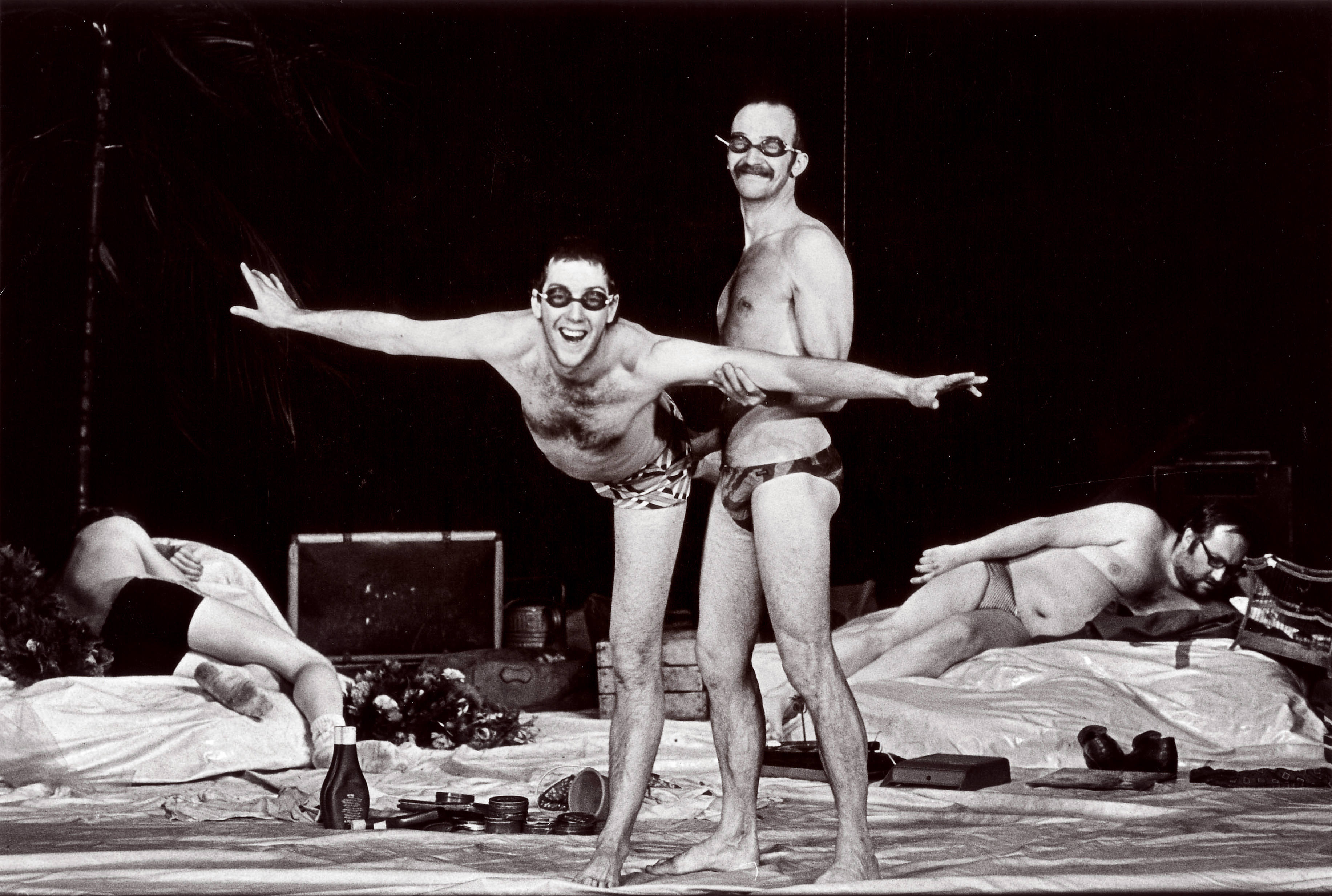
Theatergezelschap Radeis met vooraan Josse De Pauw en Dirk Pauwels (L).